# Ceratophyus martinezi
Ceratophyus martinezi is een keversoort uit de familie mesttorren (Geotrupidae). De wetenschappelijke naam van de soort werd in 1909 gepubliceerd door Lauffer.